# Fibres préganglionnaires
 (avril 2020).
Si vous disposez d'ouvrages ou d'articles de référence ou si vous connaissez des sites web de qualité traitant du thème abordé ici, merci de compléter l'article en donnant les références utiles à sa vérifiabilité et en les liant à la section « Notes et références ».

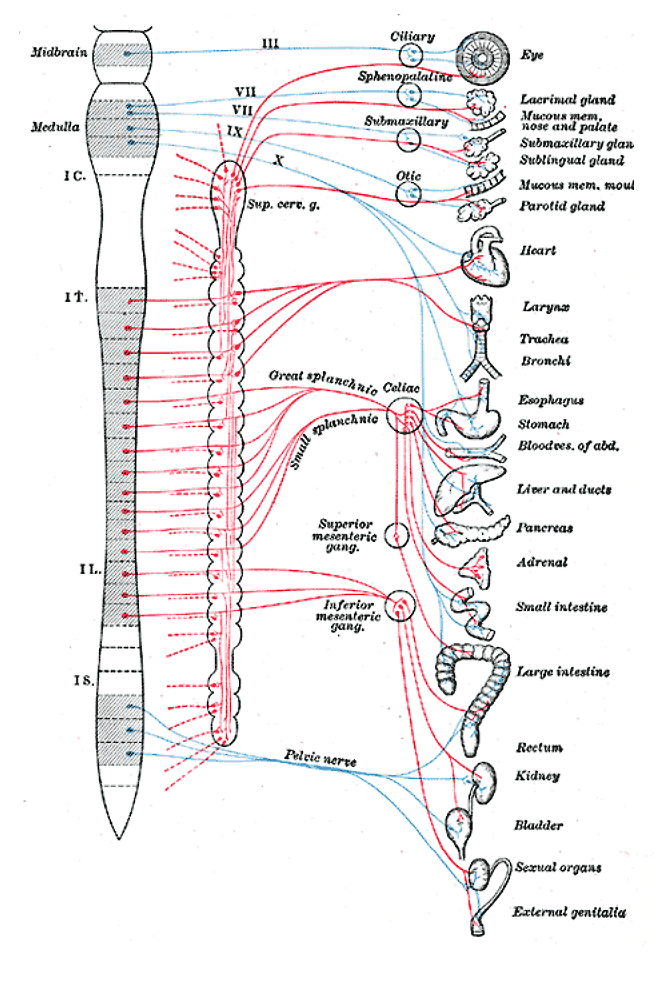
système nerveux sympathique (rouge) et parasympathique (bleu)

Les fibres nerveuses préganglionnaires sont des fibres nerveuses appartenant au système nerveux végétatif qui sont en amont des ganglions végétatifs. Les synapses qu'elles font dans les ganglions sont toujours cholinergiques (tandis que les fibres post ganglionnaires orthosympathiques utilisent la noradrénaline comme neurotransmetteur) et leurs neurites sont faiblement myélinisés (type B selon la classification d'Erlanger et Gasser). Cependant certaines de leurs caractéristiques varient selon qu'elles sont de nature orthosympathique ou parasympathique. 
Les fibres sympathiques préganglionnaires ont tendance à être plus courtes car elles font majoritairement synapse dans les ganglions de la chaine latéro vertébrale. Certaines fibres sympathiques préganglionnaires se prolongent néanmoins jusqu'aux ganglions pré viscéraux pour y faire synapse comme les fibres parasympathiques.